# Provisional National Defence Council
Provisional National Defence Council (dt. Provisorischer Nationaler Verteidigungsrat) war eine Militärjunta im westafrikanischen Staat Ghana in den Jahren 1981 bis 1992. Fliegerleutnant Jerry John Rawlings riss durch einen Militärputsch am 31. Dezember 1981 die Macht an sich und stürzte die Limann-Regierung unter Präsident Hilla Limann.
Regierung und Staatsrat wurden noch am gleichen Tag für abgesetzt erklärt, das Parlament aufgelöst, alle politischen Parteien verboten und die Verfassung von 1979 außer Kraft gesetzt.
Die Herrschaft der Militärjunta unter Rawlings endete mit der Einführung der vierten Verfassung Ghanas mit einem Referendum in Ghana 1992. Der Militärherrscher Rawlings legte sein militärisches Amt nieder und wurde zum ersten Präsidenten der vierten Republik Ghanas zwischen 1992 und 2001 (Regierung Rawlings).

## Provisorischer Nationaler Verteidigungsrat

### 31. Dezember 1981
- (Flight-Lieutenant) Jerry John Rawlings (Vorsitz)
- (Brigadier) Joseph Nunoo-Mensah (Chef des Verteidigungsstabes)
- Vincent Kwabena Damuah
- (Warrant Officer Class One) Joseph Adjei Buadi (Koordinator für die Verteidigungskomitees der Streitkräfte)
- (Sergeant) Daniel Alolga Akata-Pore (Sekretär für die Verbindung zu den Verteidigungskomitees der Streitkräfte)
- Joachim Amartey Quaye
- Chris Bukari Atim

### Dezember 1982
- (Flight-Lieutenant) Jerry John Rawlings (Vorsitz und Stabschef des Verteidigungsstabes)
- Aannaa Naamua Emin
- (Warrant Officer Class One) Joseph Adjei Buadi (Koordinator für die Verteidigungskomitees der Streitkräfte)
- Ebo Tawiah
- Nandum-Na, Na Polkun Konkuu Chiiri
- (Sergeant) M. Hanson (Sekretär für die Verbindung zu den Verteidigungskomitees der Streitkräfte)

### Juli 1987
- (Flight-Lieutenant) Jerry John Rawlings (Vorsitz und Stabschef des Verteidigungsstabes)
- Aanaa Enin
- D.F. Annan
- Alhaji Iddrisu Mahama
- (Captain) Kojo Tsikata
- P.V. Obeng
- Ebo Tawiah
- (Major-General) Arnold Quainoo
- (Brigadier) W.M. Mensa-Wood

### August 1992
- (Flight-Lieutenant) Jerry John Rawlings (Vorsitz und Stabschef des Verteidigungsstabes)
- D.F. Annan
- Alhaji Iddrisu Mahama
- (Captain rtd.) Kojo Tsikata
- P.V. Obeng
- (Lieutenant-General) Arnold Quainoo
- (Air Vice-Marshal) Achilles H.K. Dumashie
- Mary Grant

### Komitee der Sekretäre (Kabinett)(Committee of Secretaries)
| Regierung Ghanas 1981–1992 | Regierung Ghanas 1981–1992                                                  | Regierung Ghanas 1981–1992 | Regierung Ghanas 1981–1992                                                                      |
| Sekretär | offizielle Amtsbezeichnung                                                  | Amtsinhaber | Stellvertreter                                                                                  |
| Komitee der Sekretäre (Kabinett) (Committee of Secretaries)                                                                                                  | Komitee der Sekretäre (Kabinett) (Committee of Secretaries)                 | Komitee der Sekretäre (Kabinett) (Committee of Secretaries) | Komitee der Sekretäre (Kabinett) (Committee of Secretaries)                                     |
| --- | --------------------------------------------------------------------------- | --- | ----------------------------------------------------------------------------------------------- |
| Vorsitzender des Komitees der Sekretäre | Chairman of the Committee of Secretaries                                    | P.V. Obeng |                                                                                                 |
| Sekretär für äußere Angelegenheiten | Secretary for Foreign Affairs                                               | Obed Y. Asamoah |                                                                                                 |
| Sekretär für innere Angelegenheiten | Secretary for Internal Affairs                                              | Asiedu Yirenkyi ?, Koffi Gyin (im Juni 1983), (Brigadier) W.M. Mensa-Wood (im Juli 1987), (Colonel retd.) E.M. Osei-Owusu (im August 1992)                                                            |                                                                                                 |
| Sekretär für Finanzen und wirtschaftliche Planung | Secretary for Finances and Economic Planning                                | Kwesi Botchwe (in abweichender Schreibweise: Botchwey) |                                                                                                 |
| Sekretär für Mineralöl und Energie | Secretary for Fuel and Power                                                | Appea Korang (im Juni 1983), Ato Ahwoi (im Juli 1987) |                                                                                                 |
| Sekretär für Handel | Secretary for Trade                                                         | unbesetzt (im Juni 1983), Kofi Djin (im Juli 1987), John Bawa (im August 1992) |                                                                                                 |
| später umbenannt in: |                                                                             | unbesetzt (im Juni 1983), Kofi Djin (im Juli 1987), John Bawa (im August 1992) |                                                                                                 |
| Sekretär für Handel und Tourismus | Secretary for Trade and Tourism                                             | unbesetzt (im Juni 1983), Kofi Djin (im Juli 1987), John Bawa (im August 1992) |                                                                                                 |
| Sekretär für lokale Verwaltung und ländliche Entwicklung | Secretary for Local Government and Rural Development                        | William H. Yeboah (im Juli 1987), Kwamena Ahwoi (im August 1993) | Gertrude Zakaria (1982) ?                                                                       |
| entstand in den 1980ern aus der Zusammenlegung des Sekretariats für lokale Verwaltung und des Sekretariats für ländliche Entwicklung und Kooperativen        |                                                                             | William H. Yeboah (im Juli 1987), Kwamena Ahwoi (im August 1993) | Gertrude Zakaria (1982) ?                                                                       |
| Sekretär für lokale Verwaltung | Secretary for Local Government                                              | John Agyekum Kufuor (Jan 1982-Juli 1982), unbesetzt (1983), Joyce Aryee (1987–1988) |                                                                                                 |
| Zusammenlegung mit dem Sekretariats für ländliche Entwicklung und Kooperativen zum Sekretariat für lokale Verwaltung und ländliche Entwicklung in den 1980er |                                                                             | John Agyekum Kufuor (Jan 1982-Juli 1982), unbesetzt (1983), Joyce Aryee (1987–1988) |                                                                                                 |
| Sekretär für ländliche Entwicklung und Kooperativen | Secretary for Rural Development and Co-operatives                           | Acquah-Harrison |                                                                                                 |
| Zusammenlegung mit dem Sekretariats für lokale Verwaltung zum Sekretariat für lokale Verwaltung und ländliche Entwicklung in den 1980er                      |                                                                             | Acquah-Harrison |                                                                                                 |
| Sekretär für Jugend und Sport | Secretary for Youth and Sports                                              | Amarkai Amarteifio (im Juni 1983), Ato Austin (im Juli 1987), (Lieutenant-General) Arnold Quainoo (im August 1992)                                                                                    |                                                                                                 |
| Sekretär für Information | Secretary for Information                                                   | Joyce Aryee (1982–1985), Kofi Totobi Quakyi (im Juli 1987) |                                                                                                 |
| Sekretär für Transport und Kommunikation | Secretary for Transport and Communications                                  | Alhaji Iddrisu Mahama (im Juni 1983), Yaw Donkor (im Juli 1987), Kwame Peprah (im August 1992) |                                                                                                 |
| Sekretär für öffentliche Arbeiten und Wohnungswesen | Secretary for Works and Housing                                             | Alhaji Alhassan Abubakar (im Juni 1983), Emmanuel Appiah Korang (im Juli 1987), Kenneth Ampratwum (im August 1992)                                                                                    |                                                                                                 |
| Sekretär für Industrie, Wissenschaft und Technologie | Secretary for Industry, Science and Technology                              | G.B. Opoku (im Juni 1983), Francis Acquah (im Juli 1987), (Captain) K.A. Butah (im August 1992) |                                                                                                 |
| Sekretär für Justiz und Generalstaatsanwalt | Secretary for Justice and Attorney-General                                  | G.E.K. Aikins (im Juni 1983), E.G. Tanoh (im August 1992) |                                                                                                 |
| Sekretär für Landwirtschaft | Secretary for Agriculture                                                   | Bortei Doku (im Juni 1983), (Commodore) Steve Obimpey (im Juli 1987), Ibrahim Adams (im August 1992)                                                                                                  |                                                                                                 |
| Sekretär für Straßen und Autobahnen | Secretary for Roads and Highways                                            | Yaw Donkor (im Juni 1983), (Lieutenant-Colonel), Mensah Gbedemah (im Juli 1987), (Colonel) Richard Commey (im August 1992)                                                                            |                                                                                                 |
| Sekretär für Gesundheit | Secretary for Health                                                        | Charles Boadu (im Juni 1983), (Air Commorore) F. W. Klutse (im Juli 1987), (Commodore retd.) Steve Obimpeh (im August 1992)                                                                           | Mary Grant (1988–1989)                                                                          |
| Sekretär für Landnutzung und natürliche Ressourcen | Secretary for Land and Natural Ressources                                   | Kwesi Renner (im Juni 1983), Kwame Peprah (im Juli 1987), J.A. Dansoh (im August 1992) |                                                                                                 |
| Sekretär für Arbeit und soziale Wohlfahrt | Secretary for Labour and Social Welfare                                     | Adisam Mukeila (1981–1982), Ato Austen (im Juni 1983), George Adamu (im Juli 1987), D.S. Boateng (im August 1992)                                                                                     |                                                                                                 |
| später umbenannt in: |                                                                             | Adisam Mukeila (1981–1982), Ato Austen (im Juni 1983), George Adamu (im Juli 1987), D.S. Boateng (im August 1992)                                                                                     |                                                                                                 |
| Sekretär für (Beschäftigungs-)Mobilisierung und Produktivität                                                                                                | Secretary for Mobilization and Productivity                                 | Adisam Mukeila (1981–1982), Ato Austen (im Juni 1983), George Adamu (im Juli 1987), D.S. Boateng (im August 1992)                                                                                     |                                                                                                 |
| Sekretär für Bildung | Secretary for Education                                                     | Christina Ama Ata Aidoo (1982–1983), V.C. Dadson (im Juni 1983), Joyce Aryee (1985–1987), Muhammad ben Abdallah (im Juli 1987), Adisam Mukeila (1988–1989), Mary Grant (kommissarisch im August 1992) | Vida Yeboah (ab 1988) daneben: Vizesekretär für höhere Bildung: Esi Sutherland-Addy (1986–1992) |
| später Übernahme des Ressorts Kultur und Umbenennung in: |                                                                             | Christina Ama Ata Aidoo (1982–1983), V.C. Dadson (im Juni 1983), Joyce Aryee (1985–1987), Muhammad ben Abdallah (im Juli 1987), Adisam Mukeila (1988–1989), Mary Grant (kommissarisch im August 1992) | Vida Yeboah (ab 1988) daneben: Vizesekretär für höhere Bildung: Esi Sutherland-Addy (1986–1992) |
| Sekretär für Bildung und Kultur | Secretary for Education and Culture                                         | Christina Ama Ata Aidoo (1982–1983), V.C. Dadson (im Juni 1983), Joyce Aryee (1985–1987), Muhammad ben Abdallah (im Juli 1987), Adisam Mukeila (1988–1989), Mary Grant (kommissarisch im August 1992) | Vida Yeboah (ab 1988) daneben: Vizesekretär für höhere Bildung: Esi Sutherland-Addy (1986–1992) |
| weitere Ressorts im Jahre 1983 |                                                                             | |                                                                                                 |
| Sekretär für die Koordination zum PNDC | Co-ordinating Secretary to the PNDC                                         | Koffi Ashiboi Mensah |                                                                                                 |
| Sekretär für den PNDC | Secretary to the PNDC                                                       | Emmanuel Hansen |                                                                                                 |
| Sekretär für das Nationale Verteidigungskomitee (NDC) | Secretary to the National Defence Committee (NDC)                           | Mawuse Dake (im Juni 1983), Yaw Akrasi-Sarpong (im Juli 1987) |                                                                                                 |
| Sekretär für die Volksverteidigungskomitees | Secretary to the People's Defence Committees (NDC)                          | Akrasi Sarpong (im Juni 1983) |                                                                                                 |
| weitere Ressorts im Jahre 1987 |                                                                             | |                                                                                                 |
| Sekretär für Verteidigung | Secretary for Defence                                                       | Mahama Iddrissu |                                                                                                 |
| (Ein Sekretär für Verteidigung wird im August 1992 nicht mehr mit aufgeführt.)                                                                               |                                                                             | Mahama Iddrissu |                                                                                                 |
| Sekretär für Häuptlingsangelegenheiten | Secretary for Chieftaincy Affairs                                           | Emmanuel Tanoh (im Juni 1987), Nana Akuoka Sarpong (im August 1992) |                                                                                                 |
| Sekretär für Kakao-Angelegenheiten | Secretary for Cocoa Affairs                                                 | I.K. Adjei-Marfo |                                                                                                 |
| das Sekretariat des PNDC (Provisional National Defence Council Secretariat) im August 1992                                                                   |                                                                             | |                                                                                                 |
| Sekretär mit Zuständigkeit für die Komitees für die Verteidigung der Revolution                                                                              | Secretary responsible for the Committees for the Defence of the Revolution  | Huudy Yahaya |                                                                                                 |
| Sekretär mit Zuständigkeit für das Staatskomitee für wirtschaftliche Zusammenarbeit                                                                          | Secretary responsible for the State Committee for Economic Co-operation     | E.G. Don-Arthur |                                                                                                 |
| Sekretär mit Zuständigkeit für das Komitee für Kakaoangelegenheiten                                                                                          | Secretary responsible for the Committee of Cocoa Affairs                    | I.K. Adjei-Marfo |                                                                                                 |
| Sekretärin mit Zuständigkeit für die Nationalkommission für Demokratie                                                                                       | Secretary responsible for the National commission for Democracy             | Joyce Aryee |                                                                                                 |
| Sekretär mit Zuständigkeit für die Nationalkommission für Frauen und Entwicklung                                                                             | Secretary responsible for the National Commission for Women and Development | Selina Taylor |                                                                                                 |
| Sekretäre mit Zuständigkeit für politische Programme | Secretary responsible for Political Programs                                | Kofi Totobi Quakyi, Ato Dadzie, Yaw Akrasi-Sarpong |                                                                                                 |

### Regionalsekretäre
| Regionalsekretäre Ghanas 1982–1992 | Regionalsekretäre Ghanas 1982–1992 | Regionalsekretäre Ghanas 1982–1992 |
| Region                             | Regionalsekretär                   |                                    |
| ---------------------------------- | ---------------------------------- | ---------------------------------- |
| Ashanti Region                     | J. Y. Ansah (kommissarisch)        |                                    |
| Brong Ahafo Region                 | J.H. Owusu-Acheampong              |                                    |
| Central Region                     | Ato Austin                         |                                    |
| Eastern Region                     | F. Ohene-Kenah                     |                                    |
| Greater Accra Region               | Nii Okaidja Adamafio               |                                    |
| Northern Region                    | (Colonel retd.) Thomas Ibrahim     |                                    |
| Upper East Region                  | Kundab Molbila                     |                                    |
| Upper West Region                  | Yelibora Antumini                  |                                    |
| Volta Region                       | Francis Agbley                     |                                    |
| Western Region                     | J.R.E. Amenlema                    |                                    |

### Sonstige
Oberster Richter (Chief Justice):
- F. K. Apaloo

Präsident des Berufungsgerichtes (President of the Court of Appeal):
- K.E. Amua-Sekyi